# Ojuelait
Ojuelait – bardzo rzadki minerał klasy arsenianów.
Nazwa została nadana w 1981 roku i pochodzi od jego typowego miejsca występowania – kopalni Ojuela w Durango w Meksyku.

## Właściwości
Krystalizuje w układzie jednoskośnym. Wykształca kryształy o pokroju włóknistym i igiełkowym. Występuje jako narosłe szczotki, jedwabiste powłoki, w skupieniach zbitych i ziemistych. Jest minerałem kruchym, przezroczystym do przeświecającego. Posiada jasnożółtą rysę i jedwabisty połysk. 

## Występowanie
Występuje w strefie utleniania kruszców zawierających cynk i arsen. Towarzyszą mu mimetesyt, limonit, smithsonit, paradamin, goethyt, legrandyt, skorodyt, cerusyt, syderyt i konichalcyt.

## Miejsce występowania
Jest minerałem wyjątkowo rzadkim. Występuje przede wszystkim w Meksyku w Durango i Grecji w Attyce. Spotykany również w Namibii (Oshikoto) i w USA (New Jersey).